# Heinrich Ehrler
Heinrich Ehrler (Oberbalbach (Lauda-Königshofen), 14 september 1917 – Scharlibbe (Klietz), 4 april 1945) was een Duits gevechtspiloot.
Ehrler begon zijn carrière in 1940 bij de Luftwaffe en hij kwam, net als veel andere bekende Duitse piloten, in 1941, bij het begin van operatie Barbarossa, voor het eerst in actie. Ehrler schoot 199 Russische vliegtuigen neer. Zelf werd Ehrler zeker elf keer neergeschoten.
In 1944 werd hij geselecteerd om piloot te worden van een Messerschmitt Me 262, de nieuwe Duitse straaljager van de Luftwaffe.  Ehrler schoot met zijn Me 262 vijf vliegtuigen neer, bijna allemaal Amerikaanse bommenwerpers.
Ehrler stond bij zijn collega's bekend als een fanatieke nazi en iemand die erg nationalistisch was. Naarmate het einde van de oorlog naderde zei Ehrler vaak dat hij voor zijn vaderland wilde sterven en een nederlaag niet zou kunnen verkroppen. Dit was dan ook de reden dat Ehrler na 1944 in z'n vliegtuig nooit een parachute meenam.
In april 1945, amper een maand voor het einde van de oorlog, viel Ehrler in zijn eentje een eskader B-17 bommenwerpers aan. Hij schoot twee bommenwerpers neer waarna zijn munitie op was. Ehrler aarzelde geen moment en pleegde zelfmoord door zichzelf te pletter te vliegen op de derde en laatste bommenwerper. Zijn laatste woorden waren: Theo, Heinrich hier! Habe zwei Bomber abgeschossen; Munition ist alle. Ich ramme jetzt. Auf Wiedersehen, sehen uns in Walhalla! (Theo, Heinrich hier! Ik heb twee bommenwerpers afgeschoten; mijn munitie is op. Ik ram nu. Tot ziens, we zien elkaar in het Walhalla!).
In totaal heeft Ehrler 209 vliegtuigen neergehaald en hij staat hiermee op plaats tien in de lijst van meest succesvolle piloten van de Luftwaffe in de Tweede Wereldoorlog.

## Militaire loopbaan
- Artillerist: 1935[4]
- Unteroffizier:[4]
- Feldwebel:
- Leutnant: 20 juli 1942
- Oberleutnant:
- Hauptmann: 18 maart 1943[5]
- Major:[5] 1 augustus 1944

## Decoraties
- Ridderkruis van het IJzeren Kruis op 4 september 1942 als Leutnant en pilot in de 6./JG 5[6][7][5]
- Ridderkruis van het IJzeren Kruis met Eikenloof (nr.265) op 2 augustus 1943 als Hauptmann en Gruppenkommandeur van de III./JG 5[6][7][5]
- IJzeren Kruis 1939, 1e Klasse (21 januari 1942)[7] en 2e Klasse (19 september 1941)[7][8]
- Duitse Kruis in goud op 18 maart 1943 als Leutnant  in de 6./JG 5[9]
- Ehrenpokal für besondere Leistung im Luftkrieg[10] in 20 juli 1942[7]
- Gesp voor Gevechtsvluchten aan het Front in goud voor jachtvliegers[7]
- Flugzeugführerabzeichen[7]
- Spanjekruis in brons met Zwaarden[7]